# الزغب الساخن (فلم)
الزغب الساخن (بالإنجليزية: Hot Fuzz) هو فيلم كوميديا وحركة تم إنتاجه في فرنسا والمملكة المتحدة وصدر سنة 2007 بطولة سايمون بيج ونيك فروست.

## القصة
نيكولاس آنجيل هو مثال للشرطي المحترف، فهو يمتلك سجلًا مهنيًا ممتازًا بفضل مهاراته وذكائه وسرعة حركته. ولكن رئيسه يقرر نقل هذا الشرطي المثالي من مقر عمله بالعاصمة لندن إلى بلدة سانفورد المنعزلة، وذلك حتى لا يبدو أقرانه في العمل أقل كفاءة منه مما قد يتسبب في ضغائن بينهم. في البلدة الصغيرة يصبح نيكولاس شريكًا للشرطي داني باترمان، وعندما يكتشف نيكولاس سلسلة من الوفيات التي تم تدوينها في السجلات باعتبارها مجرد حوادث، يقرر أن يحرك المياة الراكدة ليكتشف سر تلك المدينة الهادئة.

## الميزانية والإيرادات
كلف الفيلم 12 مليون دولار وحقق أرباح تقدر بـ 80.7 مليون دولار.

## وصلات خارجية
- مقالات تستعمل روابط فنية بلا صلة مع ويكي بيانات